# Heterodontagama
Heterodontagama — вимерлий рід ігуанської ящірки з раннього еоцену Індії. Він належить до вимерлої родини Priscagamidae, яка в іншому випадку відома лише з пізньої крейди Монголії. Типовий вид Heterodontagama borsukae був названий у 2013 році за кількома ізольованими верхніми та нижніми щелепами, знайденими на оголенні камбейських сланців у вугільній шахті в Гуджараті.
Гетеродонтагама має виразно гетеродонтний зубний ряд. Дві пари зубів у передній частині нижньої щелепи збільшені, загострені та плевродонтні, тобто вони ростуть із внутрішньої поверхні щелепи. Чотири наступні пари зубів набагато менші й акродонтні, що означає, що вони ростуть із верхнього краю щелепи. За ними чотири пари більших, стислих з боків і трикутних зубів-акродонтів.